# Автомобільні шляхи Полтавської області
Автомобі́льні шляхи́ Полтавської області — мережа доріг на території Полтавщини, що об'єднує між собою населені пункти та окремі об'єкти та призначена для руху транспортних засобів, перевезення пасажирів та вантажів.

## Шляхи державного значення

### Міжнародні автомобільні шляхи
| Індекс та номер шляху | Маршрут у межах області | Протяжність у межах області, км |
| --------------------- | --- | ------------------------------- |
| E40 М03               | Київська область (кордон області, 115 км)— Т 1701 — Пирятин Р60 • Р67 • Т 1710 — Т 1708 — Лубни Р42 • Т 1714 • Т 1723 — Т 1737 • Т 2417 — Хорол Т 1709 • Т 1715 • Т 1716 — Т 1717 — Поділ Т 1719 • Т 1720 — Решетилівка Н31 • Т 1718 • Т 1734 — Полтава М22 • Н12 • Р11 • Т 1707 — Р11 • Т 1712 — Р11 • Т 1732 — Т 1731 — Чутове Т 1730 — Харківська область | 268 км                          |
| E584 М22              | Полтава М03 • Н12 • Р11 • Т 1707 — Лелюхівка — Н31 — Т 1721 — Кременчук Н08 • Т 1711 — Р10 — Кіровоградська область | 125 км                          |

### Національні автомобільні шляхи
| Індекс та номер шляху | Маршрут у межах області | Протяжність у межах області, км |
| --------------------- | --- | ------------------------------- |
| Н08                   | Дніпропетровська область — Кременчук М22 • Т 1711 — Піщане Т 1716 — Т 1703 — Градизьк — Бугаївка Т 1721 — Черкаська область | 105 км                          |
| Н12                   | Полтава М03 • М22 • Р11 • Т 1707 — Диканька — Р42 — Т 1702 • Т 1707 — Котельва Т 1729 — Т 1729 — Сумська область            | 83 км                           |
| Н31                   | Дніпропетровська область — Кобеляки Т 1735 — М22 — Капустяни Т 1736 — Решетилівка М03 • Т 1718 • Т 1734                     | 78 км                           |

### Регіональні автомобільні шляхи
| Індекс та номер шляхи | Маршрут у межах області                                                                                                | Протяжність у межах області, км |
| --------------------- | --- | ------------------------------- |
| Р10                   | Кіровоградська область — М22 — Кременчук М22 • Н08                                                                     | 9 км                            |
| Р11                   | Полтава М03 • М22 • Н12 • Т 1707 — М03 • Т 1712 — М03 • Т 1732 — Карлівка Т 1712 • Т 1731 — Харківська область         | 46 км                           |
| Р42                   | Лубни М03 • Т 1723 • Т 2417 — МиргородТ 1715 • Т 1719 • Т 1725 — Великі Сорочинці Т 1726 — Т 1720 — Т 1706 — ОпішняН12 | 121,9 км                        |
| Р60                   | Пирятин М03 • Т 1710 — Лохвиця Т 1705 • Т 1723 • Т 1714 — Сумська область                                              | 82 км                           |
| Р67                   | Пирятин М03 — Чернігівська область                                                                                     | 20 км                           |

### Територіальні автомобільні шляхи
| Індекс та номер шляху | Маршрут у межах області                                                                            | Протяжність у межах області, км |
| --------------------- | -------------------------------------------------------------------------------------------------- | ------------------------------- |
| Т 1701                | Гребінка Т 1708 • Т 1710 • Т 1722 • Т 2410 — Кулажинці — М03                                       | 19,6 км                         |
| Т 1702                | Н12 • Т 1707 — Харківська область                                                                  | 7,4 км                          |
| Т 1703                | Н08 — Недогарки — Кіровоградська область                                                           | 2,6 км                          |
| Т 1705                | Лохвиця Р60 • Т 1713 • Т 1723 — Р60 — Гадяч Т 1706 • Т 1725 • Т 1904 — Сумська область             | 87 км                           |
| Т 1706                | Гадяч Т 1705 • Т 1725 • Т 1904 — Зіньків Т 1727 • Т 1728 • Т 1917 — Опішня Р42                     | 61 км                           |
| Т 1707                | Полтава М03 • М22 • Н12 • Р11 — Т 1732 — Велика Рублівка Т 1730 — Н12 • Т 1702                     | 43,1 км                         |
| Т 1708                | Гребінка Т 1701 • Т 1710 • Т 1722 • Т 2410 — М03                                                   | 11,2 км                         |
| Т 1709                | Хорол М03 • Т 1715 • Т 1716 — Т 1737 — Оржиця Т 1722 • Т 2417                                      | 43 км                           |
| Т 1710                | Пирятин М03 • Р60 — Гребінка Т 1701 • Т 1708 • Т 1722 • Т 2410                                     | 12,5 км                         |
| Т 1711                | М22 — Соснівка — Кременчук М22 • Н08 — Горішні Плавні Т 1736                                       | 15,8 км                         |
| Т 1712                | М03 — Машівка Т 1735 — Карлівка Р11 • Т 1731                                                       | 38,1 км                         |
| Т 1713                | Р60 • Т 1705 — Лохвиця Т 1723                                                                      | 3,9 км                          |
| Т 1714                | Чорнухи — Р60 — Лубни М03 • Т 1723 • Т 2417                                                        | 33,9 км                         |
| Т 1715                | Миргород Р42 • Т 1719 • Т 1725 — Т 1719 — Хорол М03 • Т 1709 • Т 1716                              | 29,1 км                         |
| Т 1716                | Хорол М03 • Т 1709 • Т 1715 — Вишневе Т 1737 — Семенівка — Під'їзд до ГлобиногоТ 1717 — Піщане Н08 | 82,9 км                         |
| Т 1717                | Глобине Т 1716 — Мостовівщина — М03                                                                | 43,8 км                         |
| Т 1718                | Решетилівка М03 • Н31 — Балясне Т 1733 — Диканька Н12                                              | 50,7 км                         |
| Т 1719                | Миргород Р42 • Т 1715 • Т 1725 — Т 1715 — Т 1715 — Велика Багачка Т 1727 — Поділ М03 • Т 1720      | 34 км                           |
| Т 1720                | Поділ М03 • Т 1719 — Шишаки Т 1733 — Р42                                                           | 41,7 км                         |
| Т 1721                | Бугаївка Н08 — ГлобинеТ 1716 • Т 1717 — Т 1736 — Козельщина — М22                                  | 77,4 км                         |
| Т 1722                | Гребінка Т 1701 • Т 1708 • Т 1710 • Т 2410 — Оржиця Т 1709 • Т 2417                                | 33,1 км                         |
| Т 1723                | Лубни М03 • Р42 • Т 1714 • Т 2417 — Вирішальне Т 1724 — Лохвиця Р60 • Т 1705 • Т 1713              | 59,8 км                         |
| Т 1724                | Вирішальне Т 1723 — Комишня Т 1725                                                                 | 18,7 км                         |
| Т 1725                | Миргород Р42 • Т 1715 • Т 1719 — Комишня Т 1724 — Рашівка Т 1726 — Гадяч Т 1705 • Т 1706 • Т 1904  | 59,3 км                         |
| Т 1726                | Рашівка Т 1725 — Великі Сорочинці Р42 • Т 1727                                                     | 30 км                           |
| Т 1727                | Велика Багачка Т 1719 — Великі Сорочинці Р42 • Т 1726 — Зіньків Т 1706 • Т 1728 • Т 1917           | 76,1 км                         |
| Т 1728                | Зіньків Т 1706 • Т 1727 • Т 1917 — Т 1917 — Сумська область                                        | 12 км                           |
| Т 1729                | Котельва Н12 — Н12                                                                                 | 10,7 км                         |
| Т 1730                | Велика Рублівка Т 1707 — Чутове М03                                                                | 36,1 км                         |
| Т 1731                | Карлівка Р11 • Т 1712 — Максимівка — М03                                                           | 25,8 км                         |
| Т 1732                | Т 1707 — Рунівщина — М03 • Р11                                                                     | 16,1 км                         |
| Т 1733                | Шишаки Т 1720 — Балясне Т 1718                                                                     | 25,7 км                         |
| Т 1734                | Решетилівка М03 • Н31 • Т 1718 — М22 — Нові Санжари — Нехвороща Т 1735 • Т 0442                    | 72,8 км                         |
| Т 1735                | Кобеляки Н31 — Нехвороща Т 1734 • Т 0442 — Машівка Т 1712                                          | 72 км                           |
| Т 1736                | Капустяни Н31 —Т 1721 — М22 — Горішні Плавні Т 1711                                                | 61,3 км                         |
| Т 1737                | М03 — Т 1709 — Вишневе Т 1716                                                                      | 15,2 км                         |

Частково територією області проходять територіальні автомобільні шляхи інших областей
| Індекс та номер шляху | Маршрут у межах області                                                        | Протяжність у межах області, км |
| --------------------- | ------------------------------------------------------------------------------ | ------------------------------- |
| Т 0442                | Нехвороща Т 1734 • Т 1735 — Дніпропетровська область                           | 0,3 км                          |
| Т 1904                | Гадяч Т 1705 • Т 1706 • Т 1725 — Сумська область                               | 18 км                           |
| Т 1917                | Т 1728 — Зіньків Т 1706 • Т 1727 • Т 1728                                      | 1 км                            |
| Т 2410                | Гребінка Т 1701 • Т 1708 • Т 1710 • Т 1722 — Черкаська область                 | 13 км                           |
| Т 2417                | Лубни М03 • Р42 • Т 1714 • Т 1723 — Оржиця Т 1709 • Т 1722 — Черкаська область | 50 км                           |

## Шляхи місцевого значення

### Обласні (міжрайонні) автомобільні шляхи Полтавської області
https://wiki.openstreetmap.org/wiki/Uk:Обласні_автомобільні_дороги_Полтавська_область [Архівовано 7 травня 2021 у Wayback Machine.]

### Сільські (районні) автомобільні шляхи Полтавської області
https://wiki.openstreetmap.org/wiki/Uk:Районні_автомобільні_дороги_Полтавська_область [Архівовано 18 листопада 2020 у Wayback Machine.]